# بلبل سرسفید
بلبل سرسفید (نام علمی: Hypsipetes thompsoni) یک گونه پرنده آوازخوان از تیرهٔ بلبلان (Pycnonotidae) است.
در میانمار و شمال غربی تایلند یافت می‌شود. زیستگاه طبیعی آن جنگل‌های جلگه‌ای نمناک نیمه‌گرمسیری و جنگل‌های کوهستانی نمناک نیمه‌گرمسیری یا گرمسیری است. این گونه توسط IUCN یک گونه تهدیدشده در نظر گرفته نمی‌شود.